# Koh Lanta

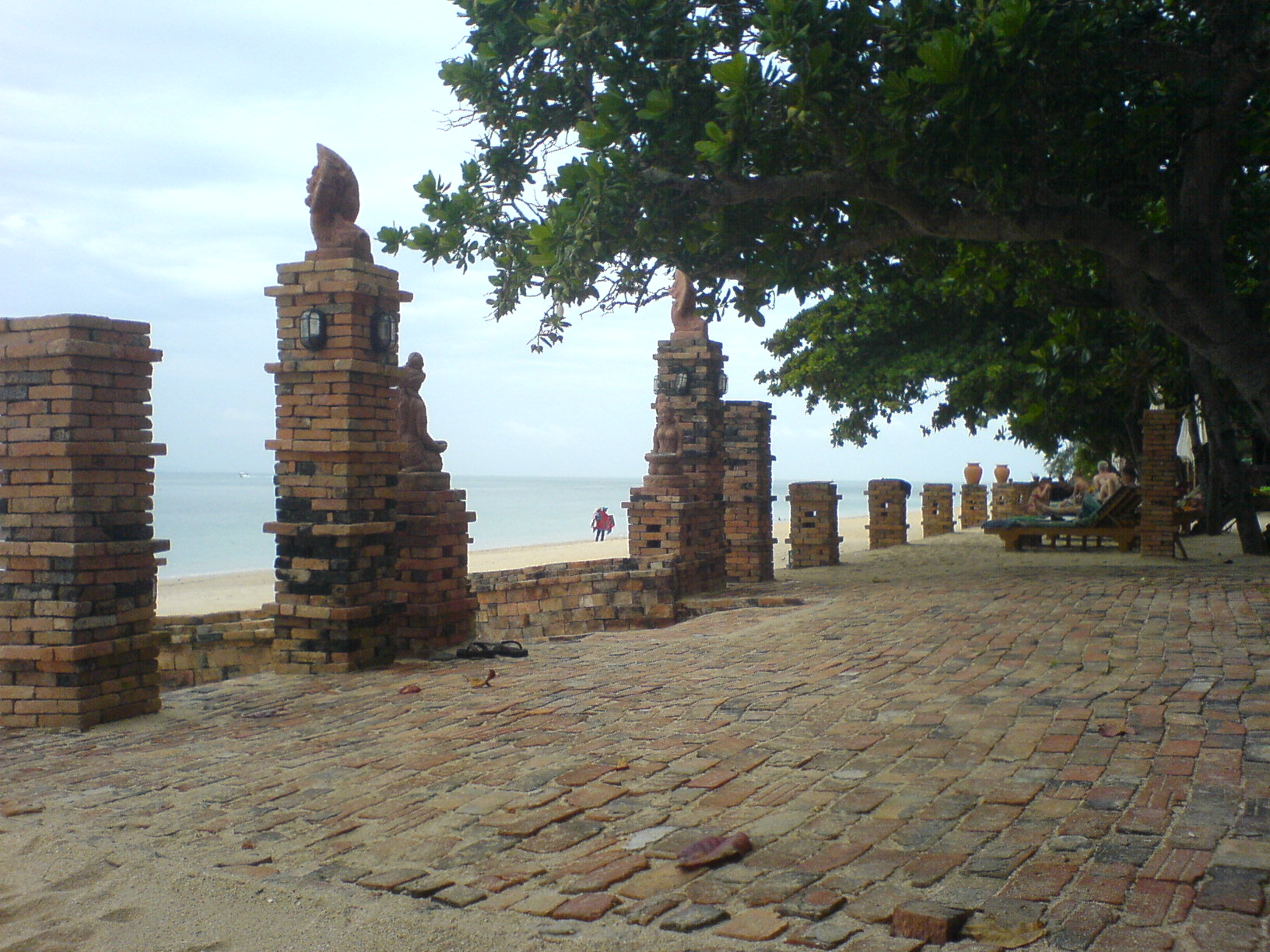
Koh Lanta, Long Beach

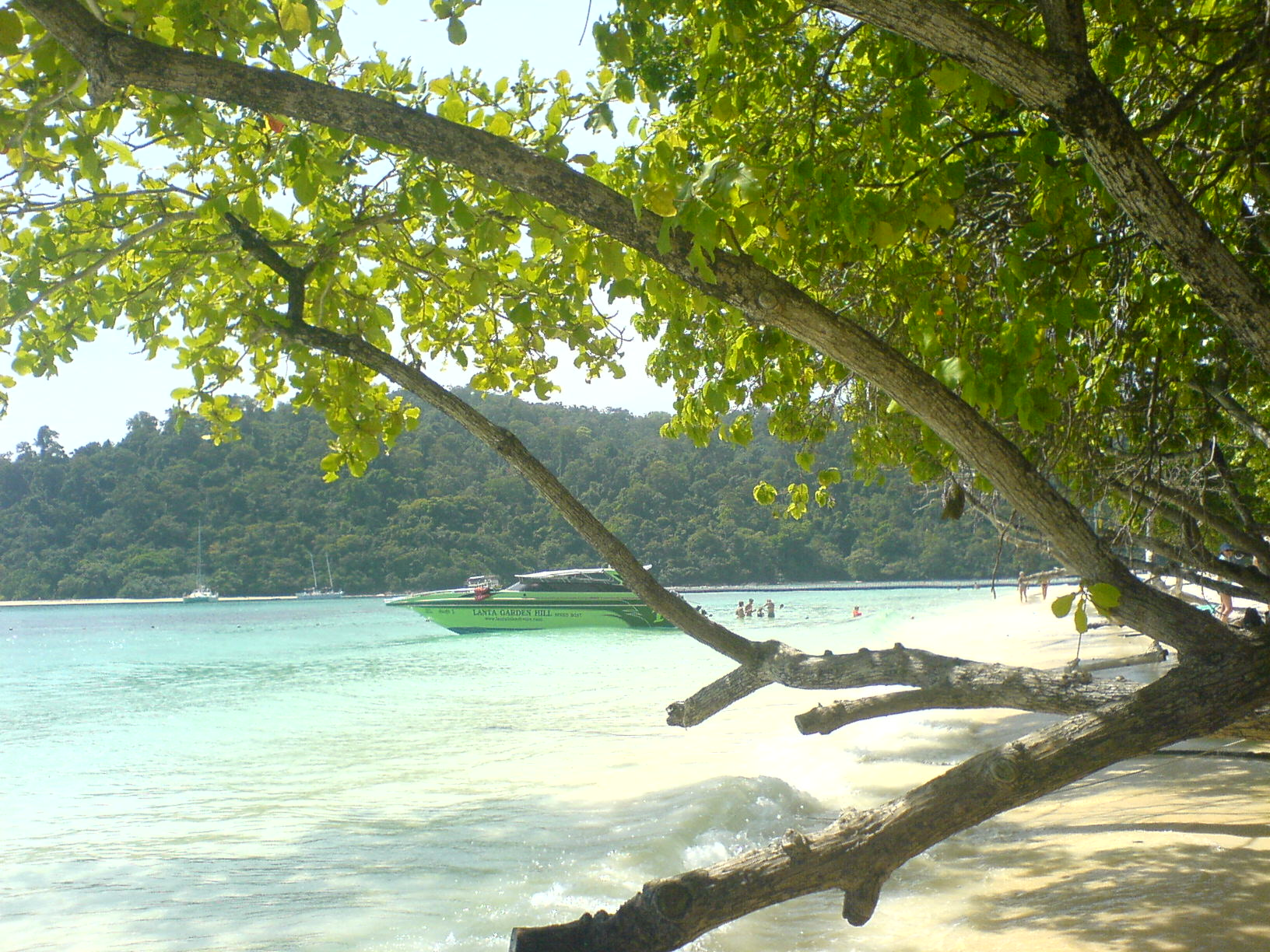
Koh Rok, En av de vackra öarna utanför Ko Lanta Yai

Koh Lanta (thailändska: เกาะลันตา, även Ko Lanta) är ett distrikt (Amphoe) och en ö i provinsen Krabi på Thailands sydostkust. Distriktet har 27 654 invånare (2005). 

## Historia
Distriktet skapades i december 1901. Namnets ursprung är oklart, men kan härstamma från det javanesiska ordet lantas vilket avser en form av fiskgrillning. Namnet på ön byttes officiellt till Ko Lanta år 1917.

## Geografi
Distriktet består av två större öar, Ko Lanta Yai som är störst och mest folkrik och Ko Lanta Noi, samt flera mindre öar. Koh Lanta gränsar till distrikten Nuea Khlong i nordväst och Khlong Thom i nordöst och öst.

## Miljö
Koh Lanta har djungel, unika korallrev och flera marina naturreservat. Under 2014 slog lokala miljöorganisationer larm om att miljön på Koh Lanta är hotad då planer finns att bygga ett kolkraftverk mellan staden Krabi och Koh Lanta, några mil norr om Koh Lanta. Två omlastningshamnar uppges ska placeras på ön och 90 kollastfartyg kommer att passera genom naturreservatet varje dag.

## Administration
Distriktet delas in i fem mindre distrikt (tambon), vilket senare delas in i 37 byar (muban). Ko Lanta Yai har status som stad (thesaban tambon).
| \| Nummer \| Namn \| Thailändskt namn \| Byar \| Inv. \| \| \| 1. \| Ko Lanta Yai \| เกาะลันตาใหญ่ \| 8 \| 6 090 \| \| \| 2. \| Ko Lanta Noi \| เกาะลันตาน้อย \| 8 \| 4 858 \| \| \| 3. \| Ko Klang \| เกาะกลาง \| 10 \| 7 104 \| \| \| 4. \| Khlong Yang \| คลองยาง \| 6 \| 5 317 \| \| \| 5. \| Sala Dan \| ศาลาด่าน \| 5 \| 4 285 \| \| | Karta över tambon |                  |      |       |  |
| Nummer | Namn              | Thailändskt namn | Byar | Inv.  |  |
| 1. | Ko Lanta Yai      | เกาะลันตาใหญ่      | 8    | 6 090 |  |
| 2. | Ko Lanta Noi      | เกาะลันตาน้อย      | 8    | 4 858 |  |
| 3. | Ko Klang          | เกาะกลาง         | 10   | 7 104 |  |
| 4. | Khlong Yang       | คลองยาง          | 6    | 5 317 |  |
| 5. | Sala Dan          | ศาลาด่าน          | 5    | 4 285 |  |

## Turism
Koh Lanta är känd för sina långa sandstränder och är en populär turistdestination för svenskar. Den har till och med fått smeknamnet "svenskön" och det finns även två svenska skolor på ön. 
Ko Lanta nationalpark, Mu Ko Lanta National Park, grundades 1990 och upptar 134 km² av distriktets yta. Nationalparken består av flera öar av skiftande storlek, varav Ko Ha, Ko Rok och Ko Hai omges av korallrev. 
Huvudorten på Koh Lanta heter Ban Saladan och ligger på den norra sidan av Lanta Yai. Hit till färjeläget kommer färjorna dagligen från Krabi och Koh Phi Phi. Den gamla huvudstaden heter Ban Koh Lanta (kallas för Old Town av ortsbefolkningen) och ligger på öns östra sida, c:a 30 minuters bilväg från Ban Saladan.
Bilfärja finns mellan Koh Lanta Yai och Koh Lanta Noi respektive mellan Koh Lanta Noi och fastlandet.
Dagliga båtförbindelser finns mellan centrala Krabi och Ko Lanta Yai, och båtfärden tar två och en halv timme.
Det finns under högsäsong även dagliga båtförbindelser söderut i Andamanska Sjön, till öar som Koh Ngai och Koh Lipe.